# Ronde van Italië 1981
| Eindklassement      |                                  |              |
| Algemeen klassement | Giovanni Battaglin               | 104h 51' 36" |
| Tweede              | Tommy Prim                       | + 0' 38"     |
| Derde               | Giuseppe Saronni                 | + 0' 50"     |
| Vierde              | Silvano Contini                  | + 2' 59"     |
| Vijfde              | Josef Fuchs                      | + 3' 19"     |
| Zesde               | Roberto Visentini                | + 5' 37"     |
| Zevende             | Alfio Vandi                      | + 9' 32"     |
| Achtste             | Beat Breu                        | + 10' 02"    |
| Negende             | Claudio Bortolotto               | + 10' 12"    |
| Tiende              | Gianbattista Baronchelli         | + 12' 01"    |
| (Bel)               | Jean-Philippe Vandenbrande (46e) | + 1h 02' 52" |
| (Ned)               | Roy Schuiten (90e)               | + 2h 29' 34" |
| Rode Lantaarn       | Stefan Schröpfer (104e)          | + 3h 28' 34" |
| Puntenklassement    | Giuseppe Saronni                 | 215 punten   |
| Tweede              | Tommy Prim                       | 133 punten   |
| Derde               | Giovanni Mantovani               | 127 punten   |
| Bergklassement      | Claudio Bortolotto               | 510 punten   |
| Tweede              | Beat Breu                        | 500 punten   |
| Derde               | Benedetto Patellaro              | 290 punten   |
| Jongerenklassement  | Giuseppe Faraca (11e)            | 105h 05' 30" |
| Tweede              | Alberto Minetti (23e)            | + 23' 51"    |
| Derde               | George Mount (25e)               | + 25' 26"    |
| Ploegenklassement   | Bianchi                          | 313h 55' 08" |
| Tweede              | Cilo-Aufina                      | -            |
| Derde               | Inoxpran                         | -            |

In 1981 ging de 64e Giro d'Italia op 13 mei van start in Triëst. Hij eindigde op 7 juni in Verona. Er stonden 130 renners verdeeld over 13 ploegen aan de start. Hij werd gewonnen door Giovanni Battaglin.
Aantal ritten: 22

Totale afstand: 3889.6 km

Gemiddelde snelheid: 37.093 km/h

Aantal deelnemers: 130

## Belgische en Nederlandse prestaties
In totaal namen elf Belgen en één Nederlander (Roy Schuiten) deel aan de Giro van 1981.

### Belgische etappezeges
- In 1981 was er geen Belgische etappezege.

### Nederlandse etappezeges
- In 1981 was er geen Nederlandse etappezege.

## Startlijst
Bianchi-Piaggio
- 1.  Gaetano Baronchelli
- 2.  Gianbattista Baronchelli
- 3.  Silvano Contini
- 4.  Aldo Donadello
- 5.  Sergio Parsani
- 6.  Ennio Vanotti
- 7.  Knut Knudsen
- 8.  Tommy Prim
- 9.  Alf Segersäll
- 10.  Bruno Wolfer

Cilo-Aufina
- 11.  Thierry Bolle
- 12.  Beat Breu
- 13.  Serge Demierre
- 14.  Josef Fuchs
- 15.  Daniel Gisiger
- 16.  Erwin Lienhard
- 17.  Stefan Mutter
- 18.  Godi Schmutz
- 19.  Ueli Sutter
- 20.  Josef Wehrli

Famcucine-Campagnolo
- 21.  Carmelo Barone
- 22.  Piero Ghibaudo
- 23.  Palmiro Masciarelli
- 24.  Leonardo Mazzantini
- 25.  Alberto Minetti
- 26.  Dante Morandi
- 27.  Francesco Moser
- 28.  Glauco Santoni
- 29.  Claudio Torelli
- 30.  Gregor Braun

Zor-Helios-Novostil
- 31.  Ángel Arroyo
- 32.  Eduardo Chozas
- 33.  Guillermo de la Peña
- 34.  José Maria González
- 35.  Eugenio Herranz
- 36.  Miguel Maria Lasa
- 37.  José Luis López
- 38.  Carlos Machin
- 39.  Pedro Muñoz
- 40.  Faustino Rupérez

Gis Gelati-Campagnolo
- 41.  Leonardo Bevilacqua
- 42.  Roberto Ceruti
- 43.  Simone Fraccaro
- 44.  Gabriele Landoni
- 45.  Valerio Lualdi
- 46.  Wladimiro Panizza
- 47.  Walter Passuello
- 48.  Maurizio Piovani
- 49.  Giuseppe Saronni
- 50.  Gian-Luigi Zuanel

Hoonved-Bottecchia-Herdal
- 51.  Fiorenzo Aliverti
- 52.  Antonio Bevilacqua
- 53.  Emanuele Bombini
- 54.  Luciano Borgognoni
- 55.  Giuseppe Faraca
- 56.  Giovanni Mantovani
- 57.  Giovanni Moro
- 58.  Benedetto Patellaro
- 59.  Luciano Rui
- 60.  Flavio Zappi

Inoxpran
- 61.  Per Bausager
- 62.  Jørgen Marcussen
- 63.  Giovanni Battaglin
- 64.  Giuliano Biatta
- 65.  Guido Bontempi
- 66.  Alfredo Chinetti
- 67.  Alfonso Dal Pian
- 68.  Bruno Leali
- 69.  Luciano Loro
- 70.  Amilcare Sgalbazzi

Kotter s Racing Team-GBC
- 71.  Ludo Loos
- 72.  Sante Fossato
- 73.  Daniele Tinchella
- 74.  Roy Schuiten
- 75.  Heinz Betz
- 76.  Hans-Peter Jakst
- 77.  Peter Kehl
- 78.  Stefan Schröpfer
- 79.  Dietrich Thurau
- 80.  Rudi Weber

Magniflex-Olmo
- 81.  Marino Amadori
- 82.  Giancarlo Casiraghi
- 83.  Pierino Gavazzi
- 84.  Giuseppe Lanzoni
- 85.  Francesco Masi
- 86.  Leonardo Natale
- 87.  Mario Noris
- 88.  Giovanni Renosto
- 89.  Paolo Rosola
- 90.  Bernt Johansson

Safir-Ludo-Galli
- 91.  John Trevorrow
- 92.  Willem Peeters
- 93.  Benny Schepmans
- 94.  Willy Sprangers
- 95.  Marc Van Geel
- 96.  Ronny Van Holen
- 97.  Eddy Van Hoof
- 98.  Hendrik Vandenbrande
- 99.  Jean-Philippe Vandenbrande
- 100.  Willy Vigouroux

Sammontana-Benotto
- 101.  Moreno Argentin
- 102.  Tulio Bertacco
- 103.  Maurizio Bertini
- 104.  Pierangelo Bincoletto
- 105.  Claudio Corti
- 106.  Raniero Gradi
- 107.  Salvatore Maccali
- 108.  Alessandro Pozzi
- 109.  Roberto Visentini
- 110.  George Lewis Mount

Santini-Selle Italia
- 111.  Jean-Marie Wampers
- 112.  Tranquillo Andretta
- 113.  Alessio Antonini
- 114.  Mario Beccia
- 115.  Claudio Bortolotto
- 116.  Silvano Cervato
- 117.  Fiorenzo Favero
- 118.  Ricardo Magrini
- 119.  Giuseppe Martinelli
- 120.  Luciano Rabottini

Selle San Marco-Sider-Gabrielli
- 121.  Cesare Cipollini
- 122.  Walter Clivati
- 123.  Franco Conti
- 124.  Antonio D'Alonzo
- 125.  Corrado Donadio
- 126.  Enrico Maestrelli
- 127.  Flavio Miozzo
- 128.  Sergio Santimaria
- 129.  Claudio Savini
- 130.  Alfio Vandi

## Etappe uitslagen
| Datum                  | Etappe    | Parcours                                                | Afstand | Eerste                         | Tweede                    | Derde                    | Klassementsleider        |
| ---------------------- | --------- | ------------------------------------------------------- | ------- | ------------------------------ | ------------------------- | ------------------------ | ------------------------ |
| 13 mei                 | proloog   | Triëst                                                  | 6.6 km  | Knut Knudsen (Noo)             | Francesco Moser (Ita)     | Gregor Braun (BRD)       | Knut Knudsen (Noo)       |
| 14 mei                 | etappe 1a | Triëst - Bibione                                        | 100 km  | Guido Bontempi (Ita)           | Giovanni Mantovani (Ita)  | Pierino Gavazzi (Ita)    | Guido Bontempi (Ita)     |
| 14 mei                 | etappe 1b | Lignano Sabbiadoro - Bibione (ploegentijdrit)           | 15 km   | Hoonved                        | Famcucine                 | Cilo-Aufina              | Francesco Moser (Ita)    |
| 15 mei                 | etappe 2  | Bibione - Ferrara                                       | 211 km  | Paolo Rosola (Ita)             | Gregor Braun (BRD)        | Dante Morandi (Ita)      | Gregor Braun (BRD)       |
| 16 mei                 | etappe 3  | Bologna - Recanati                                      | 255 km  | Giuseppe Saronni (Ita)         | Francesco Moser (Ita)     | Giovanni Mantovani (Ita) | Francesco Moser (Ita)    |
| 17 mei was een rustdag |           |                                                         |         |                                |                           |                          |                          |
| 18 mei                 | etappe 4  | Recanati - Lanciano                                     | 214 km  | Mario Beccia (Ita)             | Moreno Argentin (Ita)     | Gody Schmutz (Zwi)       | Francesco Moser (Ita)    |
| 19 mei                 | etappe 5  | Marina di San Vito - Rodi Garganico                     | 180 km  | Giuseppe Saronni (Ita)         | Francesco Moser (Ita)     | Serge Demierre (Zwi)     | Francesco Moser (Ita)    |
| 20 mei                 | etappe 6  | Rodi Garganico - Bari                                   | 225 km  | Giuseppe Saronni (Ita)         | Peter Kehl (BRD)          | Paolo Rosola (Ita)       | Giuseppe Saronni (Ita)   |
| 21 mei                 | etappe 7  | Bari - Potenza                                          | 143 km  | Palmiro Masciarelli (Ita)      | Sergio Santimaria (Ita)   | Claudio Bortolotto (Ita) | Giuseppe Saronni (Ita)   |
| 22 mei                 | etappe 8  | Sala Consilina - Cosenza                                | 202 km  | Moreno Argentin (Ita)          | Enrico Maestrelli (Ita)   | Bruno Leali (Ita)        | Giuseppe Saronni (Ita)   |
| 23 mei                 | etappe 9  | Cosenza - Reggio Calabria                               | 230 km  | Serge Parsani (Ita)            | Palmiro Masciarelli (Ita) | Serge Demierre (Zwi)     | Giuseppe Saronni (Ita)   |
| 24 mei was een rustdag |           |                                                         |         |                                |                           |                          |                          |
| 25 mei                 | etappe 10 | Rome - Cascia                                           | 166 km  | Gianbattista Baronchelli (Ita) | Claudio Bortolotto (Ita)  | Silvano Contini (Ita)    | Giuseppe Saronni (Ita)   |
| 26 mei                 | etappe 11 | Cascia - Arezzo                                         | 199 km  | Giovanni Renosto (Ita)         | Enrico Maestrelli (Ita)   | Thierry Bolle (Zwi)      | Giuseppe Saronni (Ita)   |
| 27 mei                 | etappe 12 | Arezzo - Montenero                                      | 224 km  | Moreno Argentin (Ita)          | Giuseppe Saronni (Ita)    | Giovanni Mantovani (Ita) | Giuseppe Saronni (Ita)   |
| 28 mei                 | etappe 13 | Empoli - Montecatini Terme (tijdrit)                    | 35 km   | Knut Knudsen (Noo)             | Roberto Visentini (Ita)   | Daniel Gisiger (Zwi)     | Roberto Visentini (Ita)  |
| 29 mei                 | etappe 14 | Montecatini Terme - Salsomaggiore Terme                 | 224 km  | Francesco Moser (Ita)          | Silvano Contini (Ita)     | Giovanni Battaglin (Ita) | Silvano Contini (Ita)    |
| 30 mei                 | etappe 15 | Tabiano Bagni - Pavia                                   | 198 km  | Daniel Gisiger (Zwi)           | Giancarlo Casiraghi (Ita) | Sergio Parsani (Ita)     | Silvano Contini (Ita)    |
| 31 mei                 | etappe 16 | Milaan - Mantua                                         | 173 km  | Claudio Torelli (Ita)          | Dante Morandi (Ita)       | Alfredo Chinetti (Ita)   | Silvano Contini (Ita)    |
| 1 juni                 | etappe 17 | Mantua - Borno                                          | 215 km  | Benedetto Patellaro (Ita)      | Faustino Rupérez (Spa)    | Claudio Bortolotto (Ita) | Silvano Contini (Ita)    |
| 2 juni                 | etappe 18 | Borno - Dimaro                                          | 127 km  | Miguel María Lasa (Spa)        | Silvano Contini (Ita)     | Leonardo Natale (Ita)    | Silvano Contini (Ita)    |
| 3 juni was een rustdag |           |                                                         |         |                                |                           |                          |                          |
| 4 juni                 | etappe 19 | Dimaro - San Vigilio di Marebbe                         | 208 km  | Giovanni Battaglin (Ita)       | Giuseppe Saronni (Ita)    | Joseph Fuchs (Zwi)       | Silvano Contini (Ita)    |
| 5 juni                 | etappe 20 | San Vigilio di Marebbe - Rifugio Auronzo / Auronzohütte | 100 km  | Beat Breu (Zwi)                | Joseph Fuchs (Zwi)        | Giovanni Battaglin (Ita) | Giovanni Battaglin (Ita) |
| 6 juni                 | etappe 21 | Auronzo di Cadore - Arzignano                           | 197 km  | Pierino Gavazzi (Ita)          | Giuseppe Saronni (Ita)    | Francesco Moser (Ita)    | Giovanni Battaglin (Ita) |
| 7 juni                 | etappe 22 | Soave - Verona (tijdrit)                                | 42 km   | Knut Knudsen (Noo)             | Tommy Prim (Zwe)          | Giovanni Battaglin (Ita) | Giovanni Battaglin (Ita) |

 winnaars · 
roze trui · 
  puntenklassement · 
  bergklassement · 
 jongerenklassement · 
 intergiro · 
 ploegenklassement · 
 strijdlust · 
 zwarte trui
Giro d'Italia Next Gen · Giro Donne · Cima Coppi
 Belgische rozetruidragers · etappewinnaars
 Nederlandse rozetruidragers · etappewinnaars
Mannen:
1909 · 
1910 · 
1911 · 
1912 · 
1913 · 
1914 · 
1919 · 
1920 · 
1921 · 
1922 · 
1923 · 
1924 · 
1925 · 
1926 · 
1927 · 
1928 · 
1929 · 
1930 · 
1931 · 
1932 · 
1933 · 
1934 · 
1935 · 
1936 · 
1937 · 
1938 · 
1939 · 
1940 · 
1946 · 
1947 · 
1948 · 
1949 · 
1950 · 
1951 · 
1952 · 
1953 · 
1954 · 
1955 · 
1956 · 
1957 · 
1958 · 
1959 · 
1960 · 
1961 · 
1962 · 
1963 · 
1964 · 
1965 · 
1966 · 
1967 · 
1968 · 
1969 · 
1970 · 
1971 · 
1972 · 
1973 · 
1974 · 
1975 · 
1976 · 
1977 · 
1978 · 
1979 · 
1980 · 
1981 · 
1982 · 
1983 · 
1984 · 
1985 · 
1986 · 
1987 · 
1988 · 
1989 · 
1990 · 
1991 · 
1992 · 
1993 · 
1994 · 
1995 · 
1996 · 
1997 · 
1998 · 
1999 · 
2000 · 
2001 · 
2002 · 
2003 · 
2004 · 
2005 · 
2006 · 
2007 · 
2008 · 
2009 · 
2010 · 
2011 · 
2012 · 
2013 · 
2014 · 
2015 · 
2016 · 
2017 · 
2018 · 
2019 · 
2020 · 
2021 · 
2022 · 
2023 · 
2024 · 
2025
Vrouwen:
1988 · 
1989 · 
1990 · 
1991 ·
1992 ·
1993 · 
1994 · 
1995 · 
1996 · 
1997 · 
1998 · 
1999 · 
2000 · 
2001 · 
2002 · 
2003 · 
2004 · 
2005 · 
2006 · 
2007 · 
2008 · 
2009 · 
2010 · 
2011 · 
2012 ·
2013 · 
2014 ·
2015 ·
2016 ·
2017 ·
2018 ·
2019 ·
2020 ·
2021 ·
2022 ·
2023 ·
2024 ·
2025